# 完姓
完姓，汉族、回族罕见姓氏。

## 文献记载
南朝《姓苑》收有完氏。

## 历史来源
完姓源流包括：
1. 出自子姓。据《路史》，完氏为宋国始祖微子启之后[1]。
2. 源自女真族完颜氏改姓。据《姓氏考略》，多数完颜氏改为颜姓，但曲阜地区的完颜氏族人因不敢冒用颜回的姓氏，而改姓完氏[1]。

## 分布
据《姓苑》记载，河南宝丰县有完氏。依據中華民國內政部《全國姓名統計分析》，台灣完姓人口数排名647位。根据《金陵晚报》报道，南京完姓族人有十几户，来自安徽肥东县，传说先祖是北宋末年金兵南下定居在合肥附近的完颜氏，清代汉化改姓完；且部分南京完姓人士将姓氏改为完颜。